# タガトース-ビスリン酸アルドラーゼ
タガトース-ビスリン酸アルドラーゼ(Tagatose-bisphosphate aldolase、EC 4.1.2.40)、以下の化学反応を触媒する酵素である。
D-タガトース-1,6-ビスリン酸{\displaystyle \rightleftharpoons }ジヒドロキシアセトンリン酸 + D-グリセルアルデヒド-3-リン酸
従って、この酵素の基質はD-タガトース-1,6-ビスリン酸のみ、生成物はジヒドロキシアセトンリン酸（グリセロンリン酸）とD-グリセルアルデヒド-3-リン酸の2つである。
この酵素はリアーゼ、特に炭素-炭素結合を切断するアルデヒドリアーゼに分類される。系統名は、D-タガトース-1,6-ビスリン酸 D-グリセルアルデヒド-3-リン酸リアーゼ (グリセロンリン酸形成)(D-tagatose 1,6-bisphosphate D-glyceraldehyde-3-phosphate-lyase (glycerone-phosphate-forming))である。他に、D-tagatose-1,6-bisphosphate triosephosphate lyase等とも呼ばれる。この酵素は、ガラクトースの代謝に関与している。

## 構造
2007年末時点で、1つの構造が解明されている。蛋白質構造データバンクのコードは、1GVFである。